# Fusées de Mysore

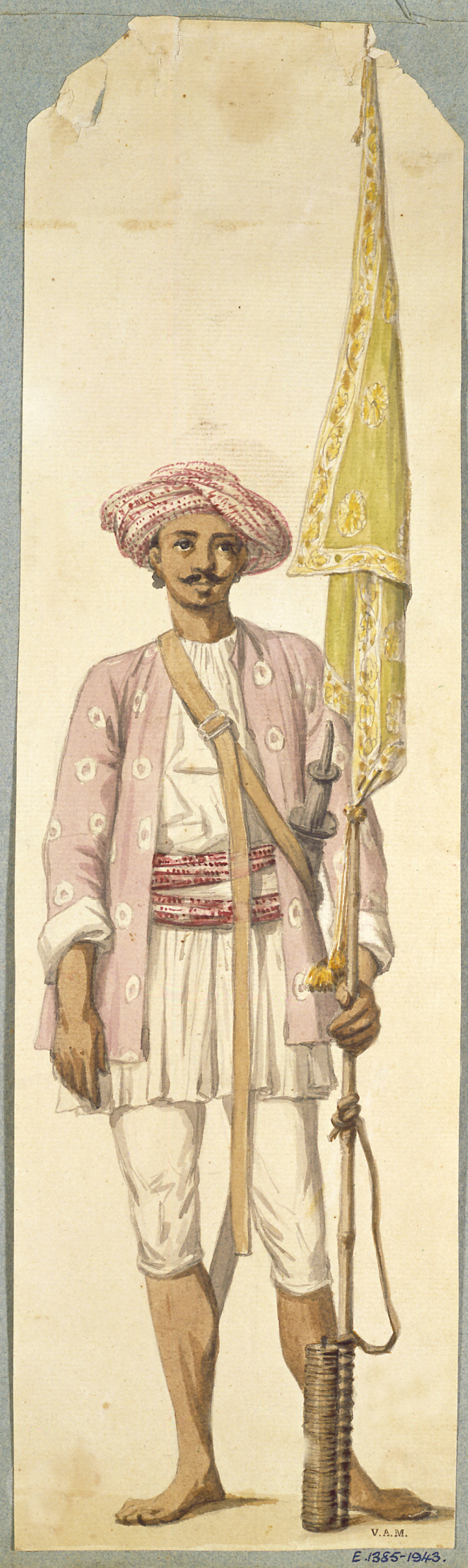
Un soldat mysoréen, utilisant sa fusée comme une hampe à drapeau (Robert Home, 1793/4).

Les fusées de Mysore sont une arme militaire indienne du XVIIIe siècle. Elles sont les premières roquettes à enveloppe de fer utilisées à des fins militaires. L'armée mysoréenne, sous le commandement de Hyder Ali et de son fils Tipu Sultan, a utilisé efficacement ces roquettes contre la British East India Company dans les années 1780 et 1790. Les conflits entre Mysore et la compagnie ont exposé les Britanniques à cette technologie, qui a ensuite été utilisée pour développer la fusée européenne avec la mise au point de la fusée Congreve en 1805.

## Technologie et fonctionnement
Il y avait un corps de fusées régulier dans l'armée de Mysore, d'abord composé d'environ 1 200 hommes à l'époque de Hyder Ali. Les magasins de munitions du colonel britannique William Baillie auraient ainsi explosé après un tir de roquettes de Hyder Ali, lors de la bataille de Pollilur (1780) pendant la Seconde Guerre anglo-mysoréenne, contribuant à une humiliante défaite britannique.
Hyder Ali et son fils Tipu Sultan les ont déployées avec succès contre les forces de la Compagnie britannique des Indes orientales pendant les guerres du Mysore. Ces missiles étaient équipés d'une lame à leur extrémité et parcouraient des centaines de mètres dans les airs avant de fondre sur l'ennemi, lame devant.
Les Britanniques se sont intéressés à cette technologie et l'ont développée au cours du XIXe siècle. Les fusées de Mysore de cette période étaient beaucoup plus avancées que celles que les Britanniques avaient pu voir jusque-là, principalement grâce à l'utilisation de tubes en fer qui contenaient le propulseur et permettaient une poussée plus élevée, ainsi qu'une plus grande portée (jusqu'à 2 km). Des roquettes existaient également en Europe, mais elles n'étaient pas en métal et leur portée était bien inférieure à celle de leurs homologues d'Asie de l'Est.

Ces roquettes en fer mou martelé étaient grossières, mais la capacité de propulsion du conteneur de poudre noire était beaucoup plus élevée que celle des conteneurs antérieurs, en papier, car une plus grande pression interne était possible. Ces roquettes ont été utilisées avec un effet considérable contre les Britanniques lors des batailles à Srirangapatam en 1792 et 1799. 

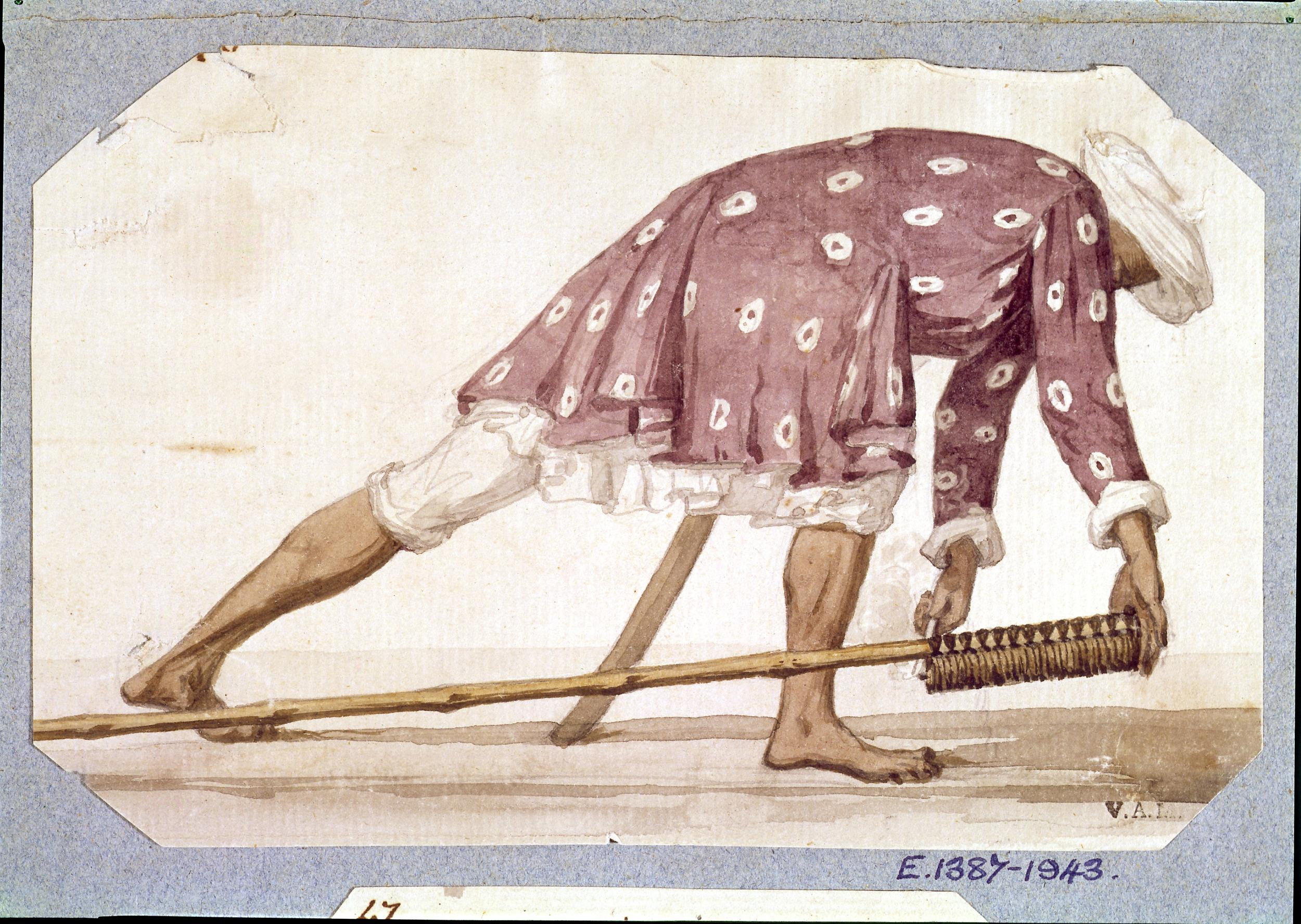
Fusée allumée par un soldat mysoréen (Illustration par Robert Home).

Tipu Sultan a écrit un manuel militaire appelé Fathul Mujahidin selon lequel 200 tireurs de roquettes étaient affectés à chaque cushoon (brigade) de Mysore. Mysore comptait 16 à 24 de ces brigades d'infanterie. Les tireurs étaient formés à lancer leurs fusées à un angle calculé à partir du diamètre du cylindre et de la distance à la cible. Des lance-roquettes à roues ont aussi été utilisés et étaient capables de lancer cinq à dix roquettes presque simultanément.
Les roquettes pouvaient être de différentes tailles mais se composaient généralement d'un tube de fer mou martelé d'environ 8 pouces (20,32 cm) de long et de 1,5 à 3 pouces (3,8 à 7,6 cm) de diamètre, fermé à une extrémité, et attaché à une tige de bambou d'environ 4 pi (121,92 cm) long. Le tube de fer faisait office de chambre de combustion et contenait un propulseur rempli de poudre noire. Une fusée transportant environ une livre (~ 500 g) de poudre pouvait parcourir près de 1000 mètres (~ 900 m). Les roquettes en Europe ne pouvaient en comparaison pas atteindre de grandes distances car elles n'étaient pas enveloppées de fer, ce qui ne permettait pas à la pression d'augmenter suffisamment dans le tube.
La route le long de la Jumma Masjid près du marché de la ville et de Taramandalpet, à Bangalore étaient le centre du projet de fusées de Tipu. Il y avait installé un laboratoire.

## Utilisation dans les guerres de Mysore

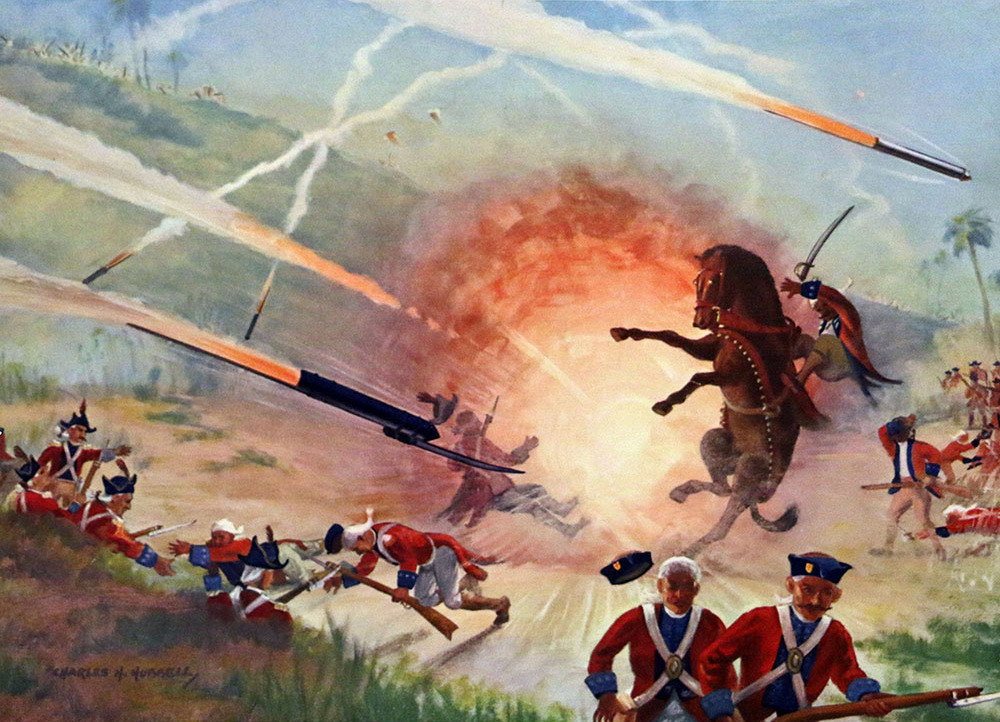
Une peinture montrant des fusées mysoréennes tombant parmi les forces britanniques.

Tipu Sultan a déployé deux unités de roquettes en 1792, l'une de 120 hommes et l'autre de 131 hommes, pendant la troisième guerre anglo-Mysore. Le lieutenant-colonel Knox a ainsi essuyé une attaque de roquettes près de Srirangapatna dans la nuit du 6 février 1792, alors qu'il avançait vers la rivière Kaveri depuis le nord.
Les roquettes mysoréennes étaient également utilisées à des fins cérémonielles. Une délégation du Club jacobin de Mysore a notamment été saluée par le tir de 500 roquettes, dans le cadre d'un salut aux armes à feu organisé par Tipu Sultan. Le corps des roquettes du souverain a fini atteindre environ 5 000 hommes.
Des roquettes ont de nouveau été utilisées à plusieurs reprises pendant la Quatrième Guerre anglo-mysoréenne. Le colonel Arthur Wellesley, plus tard connu comme le premier duc de Wellington, a été entre autres presque été vaincu par le Diwan Purnaiah de Tipu lors de la bataille de Sultanpet Tope.

Wellesley lance, le lendemain, une nouvelle attaque avec une force plus importante et prend toute la position sans perdre un seul homme. Le 22 avril 1799, 12 jours avant la bataille principale, les tireurs de fusées parviennent à passer derrière le campement britannique et tirent un grand nombre de roquettes au même moment, pour signaler le début de l'assaut de 6 000 fantassins indiens et d'un corps de Français, tous dirigés par Mir Golam Hussain et Mohomed Hulleen Mir Mirans. 

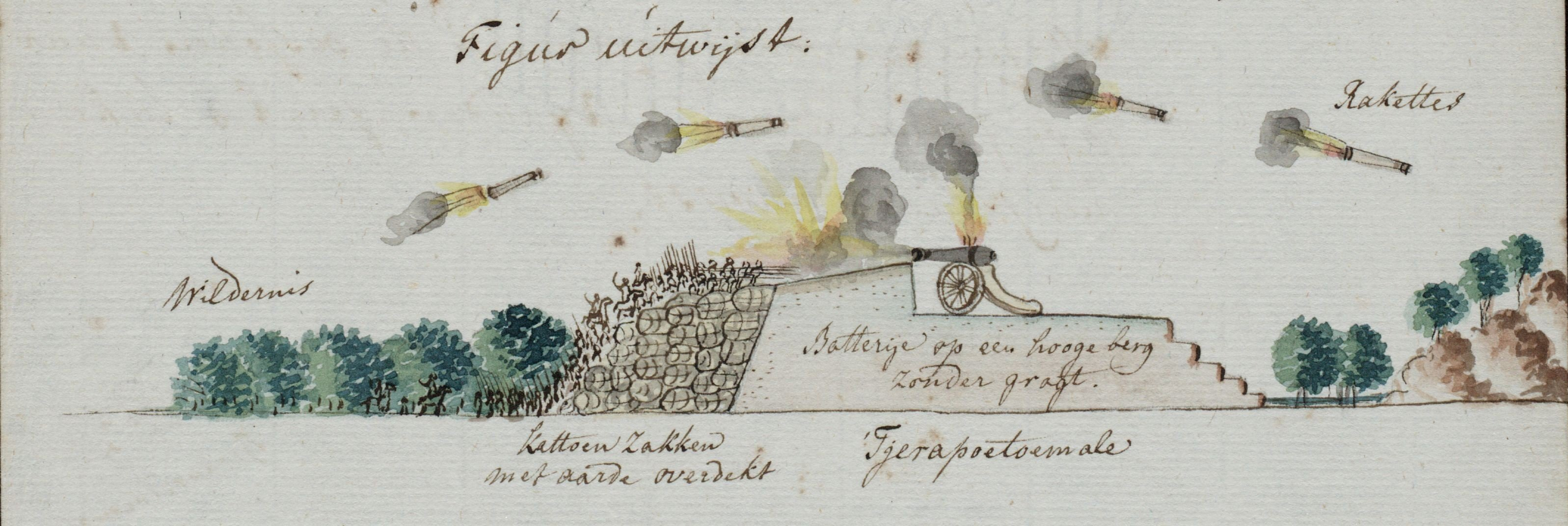
Utilisation de roquettes lors d'un assaut des troupes de Mysore sur la fortification de la ligne Travancore (29 décembre 1789).

Certaines fusées éclataient en l'air comme des obus, tandis que d'autres (appelés fusées de sol) rebondissaient en frappant le sol à plusieurs reprises jusqu'à ce que leur force soit épuisée. Un jeune officier anglais du nom de Bayly observe : « Nous étions tellement harcelés par les roquettes qu'il n'était pas possible de se déplacer sans risquer d'être atteint par les missiles destructeurs. » Toujours selon son récit : 
 « Les roquettes et les fusils de 20 000 ennemis tiraient sans cesse. Aucune grêle ne pourrait être plus dense. Chaque éclat de lumières bleues était accompagné d'une pluie de roquettes. Certaines sont tombées en tête de la colonne, passant à l'arrière et semant la mort, les blessures et des lacérations terribles, dues aux longs bambous de vingt ou trente pieds fixés aux roquettes. » 
 Le 2 mai 1799, un coup de feu britannique frappe un stock de roquettes dans le fort de Tipu Sultan lors de l'attaque britannique concluante de Srirangapattana, provoquant son explosion. Un imposant nuage de fumée noire s'élève, tandis que des lumières blanches crépitaient au-dessus des remparts. L'attaque finale contre le fort est lancée dans l'après-midi du 4 mai et est de nouveau accueillie par de furieux tirs de fusils et de roquettes, en vain. En une heure, le fort est pris. Il est possible que Tipu ait été abattu dans les heures suivant la prise (l'heure exacte de sa mort n'est pas connue), mais la guerre prend fin quoi qu'il en soit.

## Adoption britannique de la technologie
Après la chute de Srirangapattana, 600 lanceurs, 700 roquettes utilisables et 9 000 roquettes vides sont retrouvées par les Britanniques. Certaines des roquettes sont dotées de cylindres percés, leur conférant un effet incendiaire, tandis que d'autres sont équipées de pointes de fer ou des lames d'acier liées au bambou. L'ajout de ces lames aux fusées les rend très instables à la fin de leur trajectoire, les faisant tourner comme des faux volantes, coupant tout sur leur passage.
En 1801, ces découvertes conduisent le Royal Woolwich Arsenal à lancer un programme de recherche et de développement de fusées militaires, basées sur la technologie mysoréenne. Plusieurs exemplaires de roquettes sont récoltés à Mysore et envoyés en Grande-Bretagne pour analyse. Le premier prototype de fusées à combustible solide est dévoilé en 1805 et est suivi en 1807 par la publication d'un Compte-rendu concis sur l'origine et la progression du système de roquettes par William Congreve, fils du commandant de l'arsenal.
Les roquettes Congreve sont systématiquement utilisées par les Britanniques pendant les guerres napoléoniennes et la guerre de 1812. Elles servent également lors de la bataille de Baltimore, en 1814, et sont évoquées dans The Star Spangled Banner, l'hymne national des États-Unis : « Et l'éclat rouge des roquettes, les bombes qui explosent dans l'air. » 

## Découvertes archéologiques
En 2002, une cache de tubes métalliques est mise au jour lors de la restauration d'un ancien puits à Nagara, à 60 kilomètres de Shivamogga. Une centaine de ces enveloppes cylindriques rouillées sont stockées au Musée du Shivappa Nayaka Palace de Goa, identifiées uniquement comme « obus » sans être inscrites au catalogue du musée. En 2010, on détermine que ces obus pourraient avoir un lien avec les roquettes de Tipu. En 2013, l'importance de ces enveloppes est reconnue.
En avril 2017, 102 roquettes inutilisées de différentes tailles sont retrouvées dans le district de Shimoga.
En juillet 2018, 500 autres roquettes (ou 1 000, selon une source) sont trouvées dans un puits abandonné de la même zone, ce qui confirme le statut du lieu comme fort et important dépôt sous le règne de Tipu Sultan,.
En date d'avril 2020, plus de 3 000 roquettes de ce type ont pu être mises au jour lors de travaux d'excavation entrepris à Nagara,,.